# Pua Kealoha
Pua Kele Kealoha (ur. 14 listopada 1902 w Waialua, zm. 28 listopada 1989 w San Francisco), amerykański pływak. Dwukrotny medalista olimpijski z Antwerpii.
Był Hawajczykiem. Specjalizował się w stylu dowolnym. Zawody w 1920 były jego jedynymi igrzyskami olimpijskimi. Był członkiem zwycięskiej sztafety amerykańskiej (razem z nim płynęli: Perry McGillivray, Norman Ross i Duke Kahanamoku), indywidualnie był drugi na 100 metrów kraulem. Pływakiem i złotym medalistą olimpijskim był również Warren Kealoha, ale nie był z nim spokrewniony.